# Міжконтинентальний кубок з пляжного футболу 2011
Samsung Міжконтинентальний кубок з пляжного футболу 2011 (англ. Samsung Beach Soccer Intercontinental Cup 2011) - дебютний розіграш новоствореного турніру з пляжного футболу, що відбувся з 22 по 26 листопада 2011 року. Участь у турнірі взяли 8 провідних національних збірних з 6 конфедерацій, що входять до складу ФІФА. Місцем проведення змагань було обрано арену у місті Дубай, на якій відбувався фінальний етап Чемпіонату світу з пляжного футболу 2009 року.
У вирішальному двобої збірна Бразилії намагалася взяти у росіян реванш за поразку двомісячної давнини у рамках Чемпіонату світу 2011 року, однак у додатковий час поступилася збірній Росії вдруге.
Найкращим гравцем турніру було визнано швейцарця Деяна Станковича, що став водночас і найкращим бомбардиром змагань.

## Учасники
| Команда   | Конфедерація | Кваліфікація                                                                |
| --------- | ------------ | --------------------------------------------------------------------------- |
| Бразилія  | КОНМЕБОЛ     | Переможець кваліфікації КОНМЕБОЛ (Південна Америка) на чемпіонат світу 2011 |
| Мексика   | КОНКАКАФ     | Переможець кваліфікації КОНКАКАФ (Північна Америка) на чемпіонат світу 2011 |
| Нігерія   | КАФ          | Друге місце в кваліфікації КАФ (Африка) на чемпіонат світу 2011             |
| ОАЕ       | AFC          | Господар змагань                                                            |
| Оман      | AFC          | Друге місце в кваліфікації АФК (Азія) на чемпіонат світу 2011               |
| Росія     | UEFA         | Переможець чемпіонату світу 2011, переможець Євроліги 2011                  |
| Таїті     | ОФК          | Переможець кваліфікації ОФК (Океанія) на чемпіонат світу 2011               |
| Швейцарія | УЄФА         | Срібний призер Євроліги 2011                                                |

## Груповий раунд

### Група A
| Команда | І | В | В+ | П | ГЗ | ГП | +/- | О |
| ------- | - | - | -- | - | -- | -- | --- | - |
| Росія   | 3 | 3 | 0  | 0 | 22 | 5  | +17 | 9 |
| ОАЕ     | 3 | 2 | 0  | 1 | 9  | 11 | −2  | 6 |
| Нігерія | 3 | 1 | 0  | 2 | 9  | 12 | −3  | 3 |
| Таїті   | 3 | 0 | 0  | 3 | 7  | 19 | −12 | 0 |

| 22 листопада 2011 17:45 |

| Росія                                                               | 8 : 1 | Нігерія     |
| ------------------------------------------------------------------- | ----- | ----------- |
| Крашенінніков, Шайков, Макаров, Горчинський, Єремєєв (3), Перемітін |       | Віктор Тале |

| Джумейра-Біч, Дубай |

| 22 листопада 2011 20:15 |

| ОАЕ                                         | 6 : 2 | Таїті            |
| ------------------------------------------- | ----- | ---------------- |
| аль-Месаабі (2), Ранджбар, Юсіф, Хассан (2) |       | Тороніа, Беннетт |

| Джумейра-Біч, Дубай |

| 23 листопада 2011 17:45 |

| Росія                                                          | 7 : 4 | Таїті                               |
| -------------------------------------------------------------- | ----- | ----------------------------------- |
| Крашенінніков, Шишин, Шкарін, Шайков (2), Горчинський, Єремєєв |       | Амау, Лі Фунг Куе, Беннетт, Лабасте |

| Джумейра-Біч, Дубай |

| 23 листопада 2011 20:15 |

| Нігерія                     | 2 : 3 | ОАЕ                         |
| --------------------------- | ----- | --------------------------- |
| Віктор Тале, Ісіака Олавале |       | Хумаїд Альбалооші, Юсіф (2) |

| Джумейра-Біч, Дубай |

| 24 листопада 2011 17:45 |

| Таїті   | 1 : 6 | Нігерія                                           |
| ------- | ----- | ------------------------------------------------- |
| Беннетт |       | Віктор Тале (2), Ісіака Олавале (3), Муса Наджаре |

| Джумейра-Біч, Дубай |

| 24 листопада 2011 20:15 |

| ОАЕ | 0 : 7 | Росія                                                       |
| --- | ----- | ----------------------------------------------------------- |
|     |       | Крашенінніков (2), Леонов, Шайков (2), Горчинський, Єремєєв |

| Джумейра-Біч, Дубай |

### Група B
| Команда   | І | В | В+ | П | ГЗ | ГП | +/- | О |
| --------- | - | - | -- | - | -- | -- | --- | - |
| Бразилія  | 3 | 2 | 1  | 0 | 14 | 8  | +6  | 8 |
| Швейцарія | 3 | 2 | 0  | 1 | 16 | 9  | +7  | 6 |
| Мексика   | 3 | 1 | 0  | 2 | 8  | 11 | −3  | 3 |
| Оман      | 3 | 0 | 0  | 3 | 6  | 16 | −10 | 0 |

| 22 листопада 2011 16:30 |

| Мексика              | 3 : 4 | Швейцарія                  |
| -------------------- | ----- | -------------------------- |
| Сервантес (2), Лопес |       | Лутц, Станкович, Майєр (2) |

| Джумейра-Біч, Дубай |

| 22 листопада 2011 19:00 |

| Бразилія                                 | 5 : 2 | Оман           |
| ---------------------------------------- | ----- | -------------- |
| Андре, Бруну Шав'єр (2), Бетіньо, Сідней |       | аль-Мухані (2) |

| Джумейра-Біч, Дубай |

| 23 листопада 2011 16:30 |

| Оман          | 2 : 8 | Швейцарія                                                   |
| ------------- | ----- | ----------------------------------------------------------- |
| аль-Раджи (2) |       | Станкович (3), Циглер, Спаккаротелла, Майєр, Ширінці, Борер |

| Джумейра-Біч, Дубай |

| 23 листопада 2011 19:00 |

| Бразилія                                  | 5 : 2 | Мексика               |
| ----------------------------------------- | ----- | --------------------- |
| Андре (2), Фернандо, Бруну Шав'єр, Тамбау |       | Сервантес, Вільялобос |

| Джумейра-Біч, Дубай |

| 24 листопада 2011 16:30 |

| Оман            | 2 : 3 | Мексика                 |
| --------------- | ----- | ----------------------- |
| аль-Квассмі (2) |       | Каті, Сервантес, Флорес |

| Джумейра-Біч, Дубай |

| 24 листопада 2011 19:00 |

| Швейцарія                             | 4 : 4                                                                                 | Бразилія                |  |
| ------------------------------------- | ------------------------------------------------------------------------------------- | ----------------------- |  |
| Станкович (2), Борер, Андерсон (авт.) | \| \| \| Пенальті \| \| \| Станкович · Майєр \| 1 : 2 \| Бруну Шав'єр · Андре · \| \| | Андре (3), Бруну Шав'єр |  |
|                                       |                                                                                       | Пенальті                |  |
| Станкович · Майєр                     | 1 : 2                                                                                 | Бруну Шав'єр · Андре ·  |  |

| Джумейра-Біч, Дубай |

## Плей-оф
|  | Півфінали            | Півфінали            |   |                      | Фінал                | Фінал |  |
|  |                      |                      |   |                      |                      |       |  |
|  | 25 листопада - Дубай |                      |   |                      |                      |       |  |
|  | Росія                | 4 (2)                |   |                      |                      |       |  |
|  | Швейцарія            | 4 (1)                |   |                      |                      |       |  |
|  |                      |                      |   |                      |                      |       |  |
|  |                      |                      |   |                      | 26 листопада - Дубай |       |  |
|  |                      |                      |   |                      | Росія                | 5     |  |
|  |                      | Бразилія             | 4 |                      |                      |       |  |
|  |                      |                      |   |                      |                      |       |  |
|  |                      |                      |   |                      |                      |       |  |
|  |                      |                      |   |                      | Матч за третє місце  |       |  |
|  | 25 листопада - Дубай | 25 листопада - Дубай |   | 26 листопада - Дубай | 26 листопада - Дубай |       |  |
|  | Бразилія             | 2                    |   | Швейцарія            | 4 (1)                |       |  |
|  | ОАЕ                  | 0                    |   |                      | ОАЕ                  | 4 (0) |  |

### Півфінали
| 25 листопада 2011 19:00 |

| Бразилія         | 2 : 0 | ОАЕ |
| ---------------- | ----- | --- |
| Андерсон, Сідней |       |     |

| Джумейра-Біч, Дубай |

| 25 листопада 2011 20:15 |

| Росія                      | 4 : 4                                                                           | Швейцарія           |  |
| -------------------------- | ------------------------------------------------------------------------------- | ------------------- |  |
| Шишин (2), Леонов, Макаров | \| \| \| Пенальті \| \| \| Леонов · Шишин \| 2 : 1 \| Станкович · Борер · \| \| | Станкович (4)       |  |
|                            |                                                                                 | Пенальті            |  |
| Леонов · Шишин             | 2 : 1                                                                           | Станкович · Борер · |  |

| Джумейра-Біч, Дубай |

### Матч за третє місце
| 26 листопада 2011 19:00 |

| Швейцарія                    | 4 : 4                                                        | ОАЕ                               |  |
| ---------------------------- | ------------------------------------------------------------ | --------------------------------- |  |
| Станкович (2), Циглер, Борер | \| \| \| Пенальті \| \| \| Забито \| 1 : 0 \| Не забив \| \| | аль-Месаабі, Карім Альбалооші (3) |  |
|                              |                                                              | Пенальті                          |  |
| Забито                       | 1 : 0                                                        | Не забив                          |  |

| Джумейра-Біч, Дубай |

### Фінал
| 26 листопада 2011 20:15 |

| Росія                              | 5 : 4 (ОТ) | Бразилія                          |
| ---------------------------------- | ---------- | --------------------------------- |
| Шишин (3), Шайков, Андерсон (авт.) |            | Фернандо (2), Жоржиньйо, Андерсон |

| Джумейра-Біч, Дубай |

## Підсумкове положення команд
| Місце | Команда   |
| ----- | --------- |
| 1     | Росія     |
| 2     | Бразилія  |
| 3     | Швейцарія |
| 4     | ОАЕ       |
| 5     | Нігерія   |
| 6     | Мексика   |
| 7     | Оман      |
| 8     | Таїті     |